# Charles City megye
Charles City megye az Amerikai Egyesült Államokban, azon belül Virginia államban található. Megyeszékhelye Charles City. Lakosainak száma 6773 fő (2020. április 1.). Charles City megye Henrico, Prince George, New Kent, James City, Surry, Chesterfield és Hopewell megyékkel határos.

## Népesség
A megye népességének változása:
| Lakosok száma | 7262 | 7245 | 7171 | 7130 | 7040 | 6773 |
|               | 2010 | 2011 | 2012 | 2013 | 2015 | 2020 |